# بایفلیت
بایفلیت (به انگلیسی: Byfleet) یک روستا و محله مدنی در بریتانیا است که در ووکینگ واقع شده‌است. بایفلیت ۶٫۲۴ کیلومتر مربع مساحت و ۷٬۷۲۴ نفر جمعیت دارد.